# Hitlerzähne

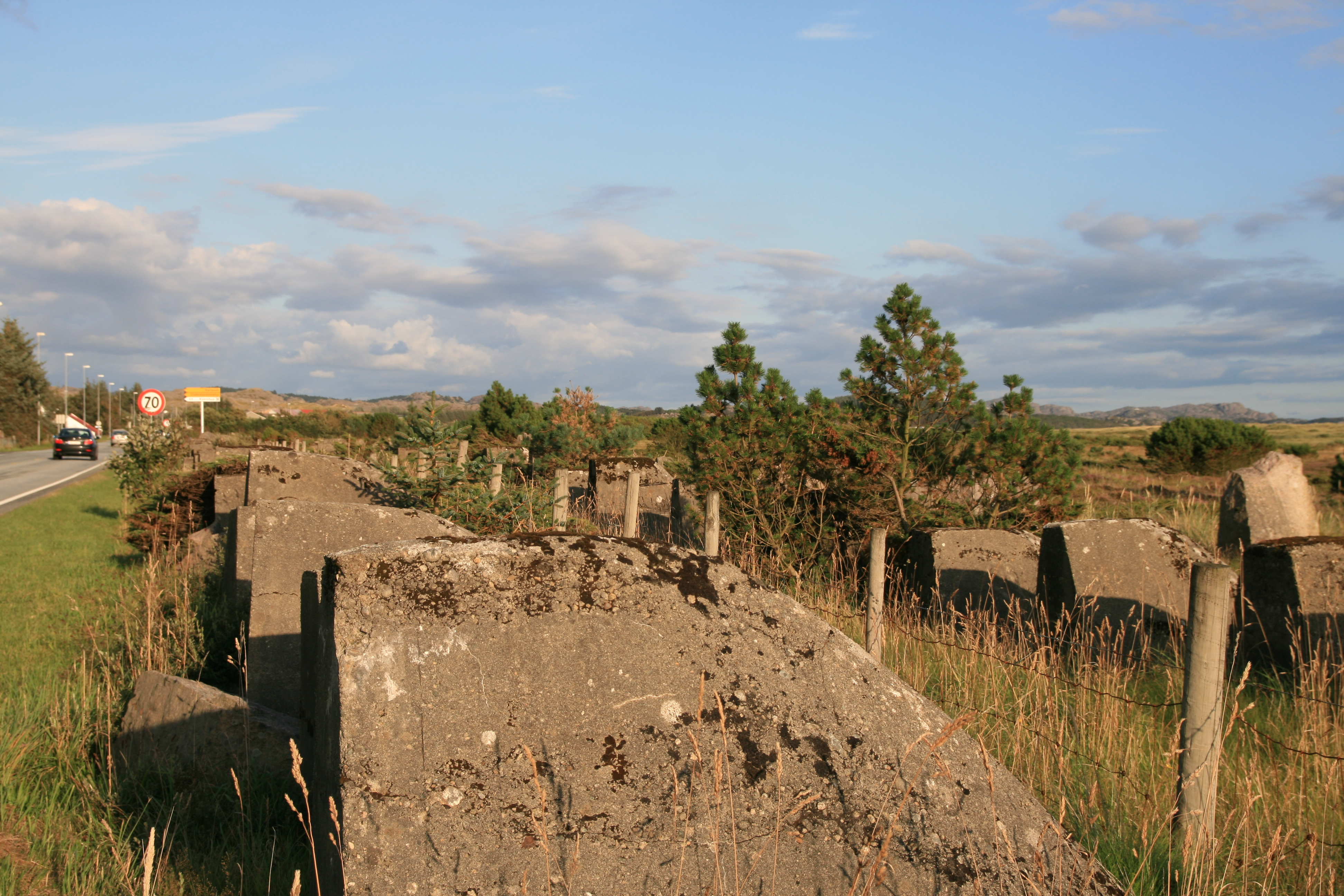
Hitlertennene – Die Hitlerzähne

Hitlerzähne (norwegisch Hitlertennene) oder Hitlersteine werden im skandinavischen Sprachgebrauch Panzersperren genannt, die im Zweiten Weltkrieg ab 1942 als Teil des Atlantikwalls der deutschen Besatzer an flachen Küstenabschnitten Norwegens errichtet wurden. Bekannt sind sie in der Umgebung der Orte Jæren, Hå und Egersund (südlich von Stavanger). Sie wurden von hunderten von Zwangsarbeitern vorwiegend aus der Umgebung und von Kriegsgefangenen errichtet.

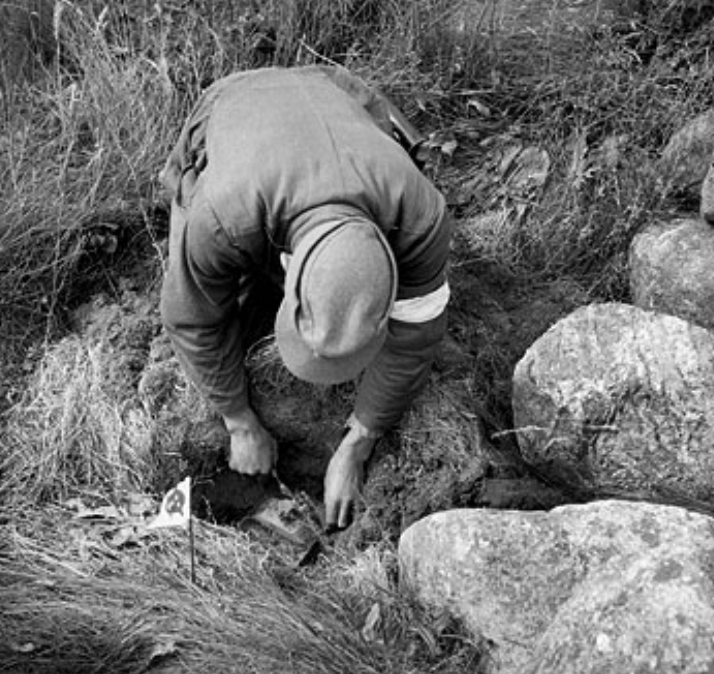
Ein deutscher Kriegsgefangener beim Minenräumen im Gebiet Stavangers nach Kriegsende (August 1945)

## Hintergrund
Naturstein- und Betonblöcke, als Höckerlinien in mehreren gestaffelten Reihen entlang der Reichsstraße 44 aufgestellt, sollten eine Invasion des besetzten Norwegen aus Richtung Britannien durch britische und norwegische Truppen erschweren. Am flachen Sandstrand davor wurden breite Minenfelder angelegt, und zwar sowohl aus Panzerminen als auch mit tausenden Antipersonenminen. Der Streifen war zusätzlich mit Stacheldraht gesichert und konnte streckenweise mit Scheinwerfern beleuchtet werden. Bei Obrestad, auf Hårr und im Vedafjell beim Sirevåg wurden Geschützstellungen mit unterirdischen Bunkern errichtet.
Während des Krieges und auch noch danach kam es wiederholt zu Unglücken mit Todesfolge; insbesondere Kinder waren gefährdet, da die Minen wie Seifenstücke aussahen und sie mit diesen spielen wollten. Auch litt die Bevölkerung unter Schießübungen, die von Kanonenstellungen aus durchgeführt wurden und auch zivile Gebäude an Land trafen.
Ende 1942 begannen die Arbeiten des nasjonale arbeidsinnsatsen. Zwischen Holmestø und Varden wurden Natursteinblöcke aus einem Steinbruch bei Kvalbein verbaut. Im nördlichen Teil, westlich von Kvalbein, wurde zusätzlich ein sechs Meter breiter und drei Meter tiefer Graben angelegt. Die Arbeiter kamen aus Egersund und Stavanger und mussten in ihrer meist unzulänglichen Bekleidung im Winter mit Hacken und Schaufeln und Pferdewagen mehr als zehn Stunden täglich arbeiten. Einige davon mussten dort mehrere Jahre arbeiten. Der Stundenlohn der verpflichteten männlichen Bevölkerung jeglichen Alters betrug 1,60 Kronen pro Stunde. Die Steinblöcke wurden in Loren oder auf Schlitten transportiert. Da der militärische Nutzen eines befestigten Strandabschnitts in Anbetracht der Länge der norwegischen Küstenlinie nicht nur aus heutiger Sicht offensichtlich als bestenfalls sehr gering einzustufen war, wird vermutet, dass der Arbeitseinsatz in erster Linie zur Unterdrückung potenziell politisch gefährlicher Menschen aus dem Fylke Rogaland diente.